# Скеля М. Коцюбинського
Ске́ля М. Коцюби́нського — геологічна пам'ятка природи місцевого значення в Україні. Об'єкт природно-заповідного фонду Вінницької області. 
Розташована в межах Вінницького району Вінницької області, на північний захід від села Лука-Мелешківська і на південь від місцевості Царина (південна частина міста Вінниця). 
Площа 1 га. Статус надано згідно з рішенням облдержадміністрації від 22.07.1976 року № 310. Перебуває у віданні Прибузького лісництва. 
Статус надано з метою збереження групи мальовничих гранітних скель, розташованих у лісі на лівому березі Сабарівського водосховища, що на річці Південний Буг (поблизу греблі ГЕС). 